# Sparedrus pakistanicus
Sparedrus pakistanicus es una especie de coleóptero de la familia Oedemeridae.

## Distribución geográfica
Habita en Pakistán.